# Łomżas vojvodskap
Łomżas vojvodskap (polska Województwo łomżyńskie) var åren 1975–1998 ett vojvodskap i nordöstra Polen. Huvudstad var Łomża. 

## Städer
- Łomża – 64 605
- Zambrów – 23 879
- Grajewo – 22 966
- Kolno – 11 180
- Wysokie Mazowieckie – 9562
- Szczuczyn – 3600
- Stawiski – 2500
- Nowogród – 2000
- Jedwabne – 1900
- Goniądz – 1900
- Rajgród – 1700